# Alexander Burnes
Alexander Burnes (Montrose, 16 maggio 1805 – Kabul, 2 novembre 1841) è stato un esploratore, scrittore e militare scozzese, membro del servizio segreto britannico.

## Biografia

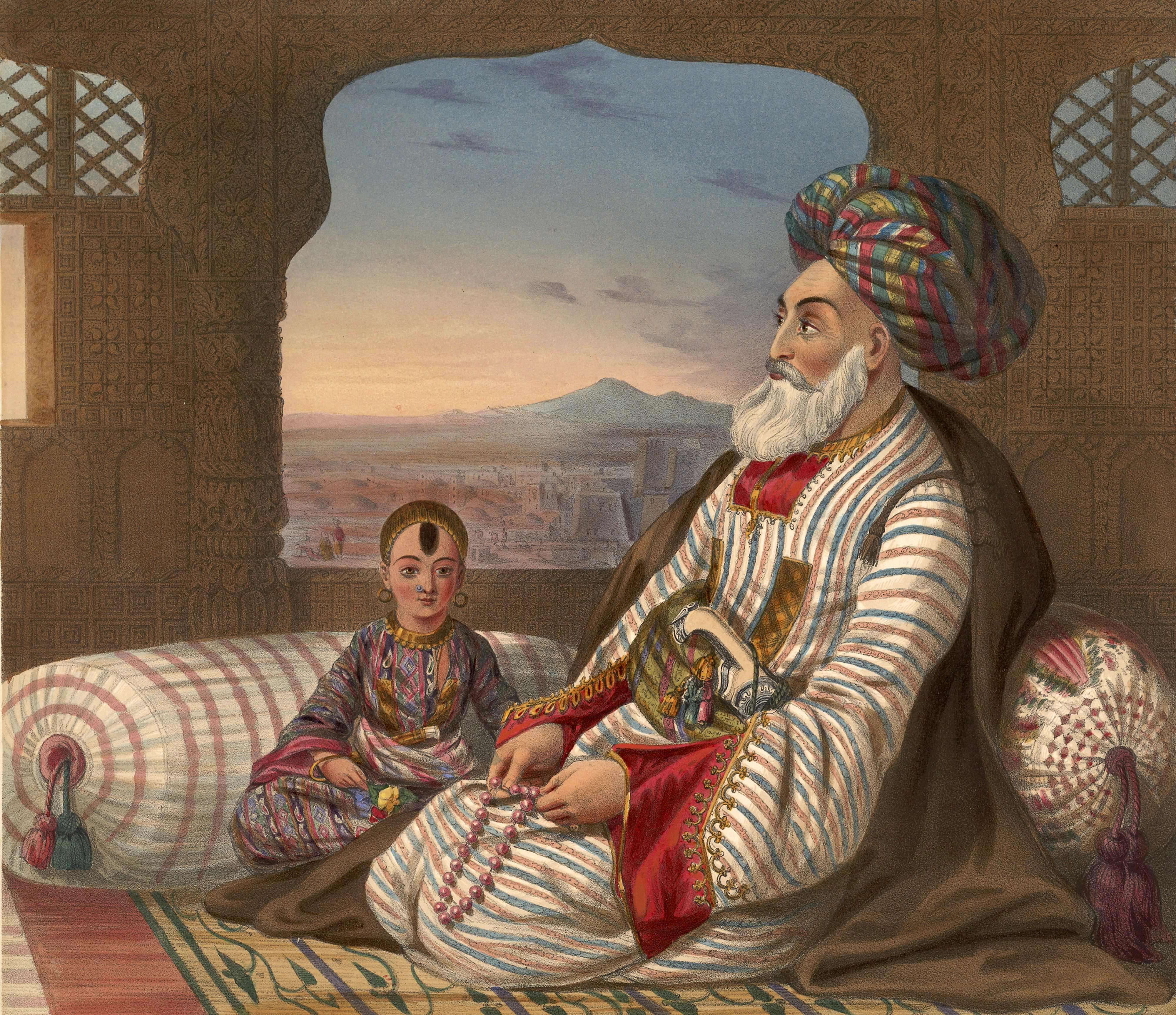
Dost Mohammed Khan con un figlio

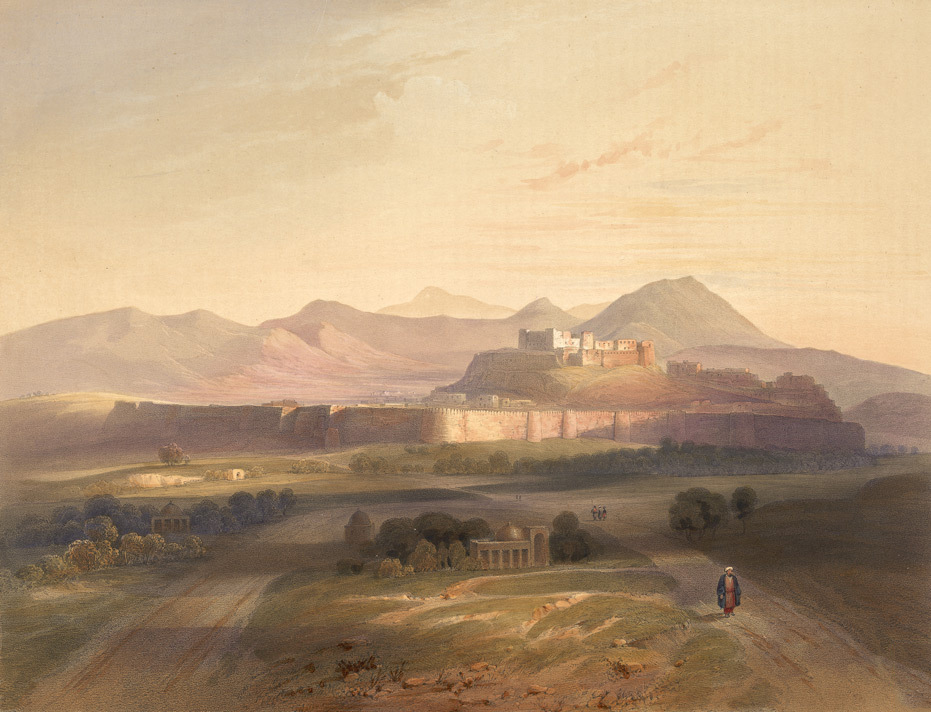
Ghazni nel 1839, all'epoca della prima guerra anglo-afghana

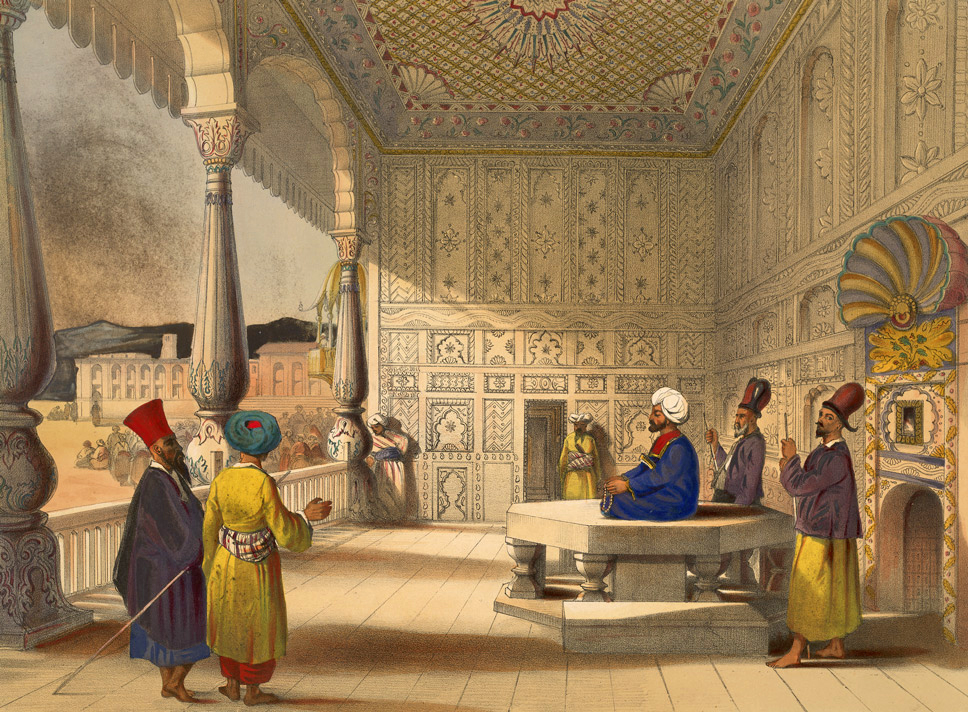
Il forte (Bala Hisar) di Kabul nel 1839, all'epoca dell'insediamento di Shujah Shah

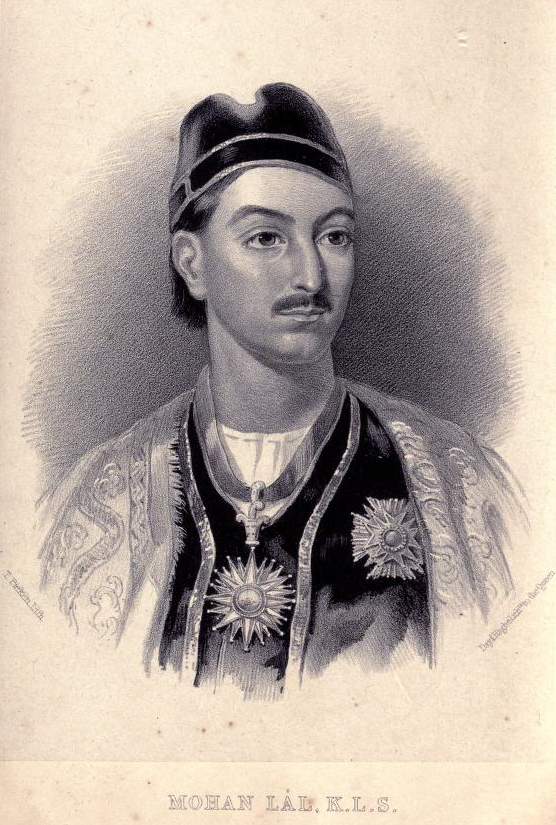
Mohan Lal, amico kashmiro di Burnes

Nacque nel 1805 a Montrose, in Scozia. Giunto in India nel 1821, all'età di sedici anni entrò nell'esercito della Compagnia delle Indie orientali ove fece una brillante carriera conseguendo il grado di tenente colonnello, oltre al titolo di baronetto. Imparò a parlare correntemente l'indostano (urdu), il persiano e l'arabo, e così nel 1822 fu inviato in qualità di interprete a Surat. 
Nel 1826 fu trasferito nel Kutch come assistente dell'agente politico, e negli anni successivi prese a interessarsi della storia e della geografia del nord-ovest dell'India e dei paesi limitrofi, cioè di un'area che non era stata ancora esplorata dagli inglesi, ma che pure rivestiva importanza strategica per la difesa dell'India britannica. Ciò valse al venticinquenne Burnes il trasferimento dal suo reggimento, il 1st Bombay Light Infantry, all'ufficio politico della Compagnia delle Indie.
Nel 1831, col grado di tenente, gli fu comandato d'intraprendere un viaggio di esplorazione della valle dell'Indo con l'incarico ufficiale di consegnare un particolarissimo regalo di re Guglielmo IV a Ranjit Singh, signore del Punjab: si trattava di cinque magnifici cavalli per il tiro di una carrozza di gala dorata, doni che non potevano essere trasferiti via terra ma solo per via fluviale, appunto lungo l'Indo, ciò che consentì a Burnes di adempiere all'incarico ufficioso della spedizione, cioè l'esplorazione dell'intera vallata fino a Lahore, capitale di Ranjit Singh, verificando la navigabilità del fiume. Il sovrano sikh, uomo carismatico nonostante l'aspetto modesto (e per giunta pregiudicato dal vaiolo, che gli aveva anche fatto perdere un occhio), gradì moltissimo i doni ricevuti e ospitò Burnes nel Punjab per quasi due mesi. Grazie alle informazioni acquisite nel corso della spedizione, gli inglesi avviarono il commercio fluviale nella valle dell'Indo.
Nel gennaio 1832, in compagnia del medico James Gerard e del fidato kashmiro Lal Mohan, Burnes intraprese un viaggio molto rischioso in Asia centrale. Anzitutto raggiunse Kabul, dove fu ricevuto nella cittadella fortificata (Bala Hisar) da Dost Mohammed Khan, sul trono afgano dal 1826, con cui stabilì un rapporto cordiale e di cui apprezzò la capacità di governare un paese turbolento come l'Afghanistan. Successivamente Burnes attraversò l'Hindukush e l'Oxus constatando la navigabilità del fiume da parte di eventuali forze navali russe, evitando le bande turkmene a caccia di schiavi e raggiungendo infine in giugno l'emirato di Bukhara. Qui fu ricevuto dal gran visir all'interno della cittadella (Ark), senza tuttavia riuscire a vedere l'emiro, il famigerato Nasrullah Khan, l'uomo che poco più di un lustro più tardi avrebbe fatto decapitare gli ufficiali inglesi Charles Stoddart e Arthur Conolly. 
Fece ritorno nell'India britannica nel gennaio 1833: l'impresa gli valse l'appellativo di "Bokhara Burnes", il grado di capitano, l'iscrizione nell'Athenaeum e la medaglia d'oro della Royal Geographical Society. Nel 1834 pubblicò in Inghilterra un resoconto delle sue esplorazioni, che fu scritto nel corso del viaggio di ritorno per nave e che divenne uno dei libri più popolari dell'epoca. Nel 1835, poco dopo il suo rientro in India, fu inviato presso la corte del Sind per definire un trattato per la navigazione dell'Indo. 
Nel settembre 1837 intraprese una nuova missione politica a Kabul presso la corte di Dost Mohammed Khan che lo ospitò nella Bala Hisar e che mirava ad ottenere l'appoggio inglese alle sue pretese su Peshawar, allora occupata da Ranjit Singh, suo rivale. Quest'ultima missione consentì a Burnes di rinsaldarsi nella convinzione che Dost Mohammed fosse il solo esponente politico capace di tener unito il paese, e quindi fosse la soluzione migliore per gli interessi britannici in India. Tuttavia il governatore generale dell'India, Lord Auckland, preferì seguire il parere di Sir William Macnaghten, favorevole alla reintegrazione di Shujah Shah sul trono afgano, anche se ciò fosse dovuto avvenire manu militari. 
Ulteriori contatti tra Burnes e Dost Mohammed nel 1838 non ebbero effetti positivi, anche per il ruolo di disturbo del capitano russo Jan Vitkevič, che era giunto a Kabul nel frattempo e di cui Lord Aukland aveva subito chiesto l'allontanamento. Quando Dost Mohammed decise, al contrario, di ricevere l'ufficiale russo, fu rottura con Lord Auckland, che di lì a poco emanò il cosiddetto manifesto di Simla (1º ottobre 1838), mentre Dost Mohammed si proclamò emiro (amir-al-momenin cioè combattente della fede) dell'Afghanistan. Era l'inizio della prima guerra anglo-afghana. 
Burnes fece parte della spedizione britannica contro Dost Mohammed, la cosiddetta "armata dell'Indo", forte di ventunomila uomini, e nell'occasione fu promosso tenente colonnello e nominato baronetto. La campagna portò alla facile conquista di Kandahar, a quella più difficile di Ghazni, espugnata anche grazie all'intraprendenza di Mohan Lal, amico di Burnes, e alla conseguente fuga di Dost Mohammed dalla capitale afgana, che così si arrese senza colpo ferire. 
In seguito alla restaurazione di Shujah Shah, avvenuta nel giugno 1839, e al ritorno in India di buona parte dell'armata dell'Indo, Burnes si trattenne come agente politico a Kabul, rimanendovi alle dipendenze del capo missione sir William Macnaghten, insieme a un contingente di ottomila uomini al comando del generale William Elphinstone.
Nell'autunno 1841, sia per il protrarsi dell'occupazione britannica, sia per la crisi economica afgana, sia infine per l'ira dei locali per le attenzioni eccessive che le truppe britanniche riservavano alle donne afgane, la situazione precipitò con l'esplosione violentissima della rivolta che investì per primo proprio Burnes, vanamente messo in guardia dall'amico Mohan Lal: il 2 novembre la casa dell'ufficiale, accusato di avere relazioni sentimentali con donne afgane anche sposate, fu assaltata da una turba inferocita e l'ufficiale fu fatto a pezzi insieme al fratello Charles, nonostante una strenua ed eroica resistenza. L'accadimento segnò l'avvio dell'insurrezione afgana contro gli inglesi che portò alla loro ritirata dall'Afghanistan e al loro massacro sulla via per Jalalabad.